# Dianpisaura lizhii
Dianpisaura lizhii är en spindelart som först beskrevs av Zhang 2000.  Dianpisaura lizhii ingår i släktet Dianpisaura och familjen vårdnätsspindlar. Inga underarter finns listade i Catalogue of Life.